# 1703 en science
| Années de la science : 1700 - 1701 - 1702 - 1703 - 1704 - 1705 - 1706    |
| Décennies de la science : 1670 - 1680 - 1690 - 1700 - 1710 - 1720 - 1730 |

Cet article présente les faits marquants de l'année 1703 en science.

## Événements
- Avril : début d'un échange de lettres sur le calcul des probabilités entre Leibniz et Jacques Bernoulli (qui écrit alors Ars conjecturandi) ; l'échange dure jusqu'à la mort de ce dernier en 1705 :
  - De Leibniz, avril 1703 : « Je voudrais bien que quelqu'un traitât mathématiquement des différentes sortes de jeux […] Ce serait à la fois agréable et utile et ne serait pas indigne de vous ou d'un très grand mathématicien ».
  - De Bernoulli, 3 octobre 1703 : « [J]'ai résolu un problème particulièrement remarquable dont la difficulté n'est pas négligeable […] [O]n sait que la probabilité de n'importe quel résultat dépend du nombre de cas dans lequel il peut arriver ou ne pas arriver ; c'est pourquoi nous savons, par exemple, dans quel rapport il est plus probable qu'avec deux dés tombent 7 plutôt que 8 : mais nous ne savons pas combien il est plus vraisemblable[1]. »

- 30 novembre : Isaac Newton est élu président de la Royal Society, poste qu'il garde jusqu'à sa mort en 1727[2].

- Gottfried Leibniz introduit en Occident l'arithmétique binaire dans son mémoire « Explication de l'arithmétique binaire », Mémoires de l'Académie royale des sciences[3].
- Le physicien français Jean de Hautefeuille (1647-1724) présente un sismographe rudimentaire[4].

## Publications
- Christiaan Huygens : Opuscula posthuma.
- Leontii Filipovich Magnitski (ru) : Арифметика (L'arithmétique), premier livre scientifique en russe.
- Charles Plumier : Nova plantarum americanarum genera.

## Naissances

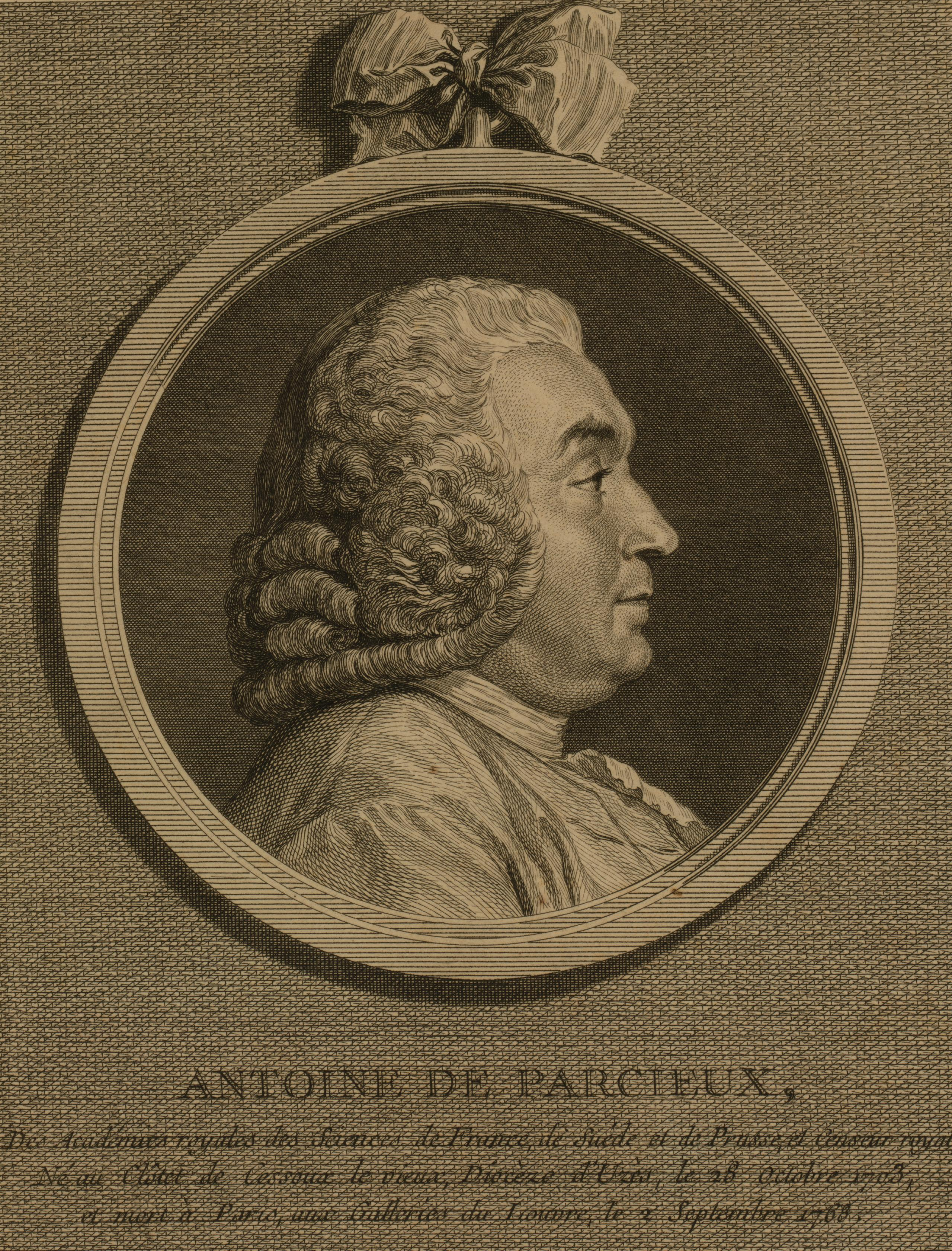
Antoine Deparcieux.

- 18 janvier : Michel Massé de la Rudelière (mort en 1773), avocat et mathématicien français.
- 17 août : Ferdinand Augustin Hallerstein (mort en 1774), prêtre jésuite, astronome et mathématicien slovène, missionnaire en Chine.
- 30 août : Jean-Louis Calandrini (mort en 1758), botaniste, mathématicien et professeur de philosophie genevois.
- 1er septembre : William Battie (mort en 1776), psychiatre anglais.
- 15 septembre : Guillaume-François Rouelle (mort en 1770), chimiste et apothicaire français.
- 1er octobre : Thomas Leseur (mort en 1770), mathématicien français.
- 28 octobre : Antoine Deparcieux (mort  en 1768), mathématicien français.
- 25 novembre : Jean-François Séguier (mort  en 1784), astronome et botaniste français.
- 2 décembre : Ferdinand Konščak (mort  en 1759), explorateur croate.
- 9 décembre : Chester Moore Hall (mort  en 1771), constructeur anglais d'instruments scientifiques.
- 24 décembre : Aleksei Chirikov (mort  en 1748), explorateur russe.

- Pons Augustin Alletz (mort en 1785), compilateur français.
- Jacques-Nicolas Bellin (mort en 1772), cartographe français.

## Décès

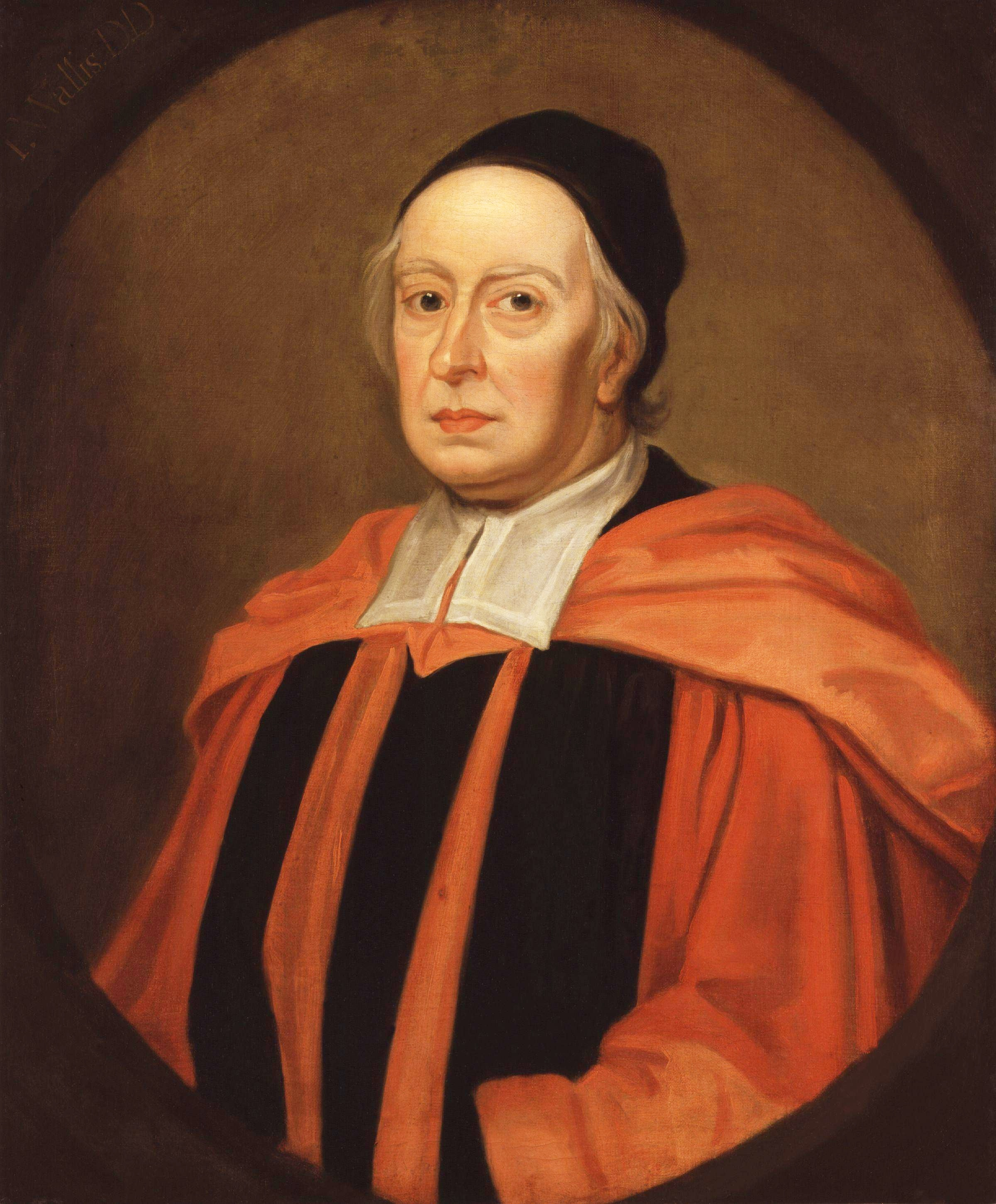
John Wallis.

- 12 janvier : Francesco Eschinardi (né en 1623), mathématicien italien.
- 3 mars : Robert Hooke (né en 1635), scientifique anglais.
- 20 mars : Jean Kunckel (né v. 1620-1638), chimiste allemand.
- 22 septembre : Vincenzo Viviani (né en 1622), mathématicien et scientifique italien.
- 28 octobre : John Wallis (né en 1616), mathématicien anglais.

- François Barrême (né en 1638), mathématicien français.